# VY Canis Majoris
VY Canis Majoris (VY от Голямо куче) е червен хипергигант и една от най-големите известни звезди. Намира се в краен етап от своето съществуване. Разположена е в Млечния път на приблизително 5000 светлинни години (1,5 kpc) от Слънчевата система в съзвездието Голямо куче.

## Жизнен цикъл
VY Canis Majoris e хипергигант, но скоро ще стане свръхнова. Животът ѝ като свръхнова ще трае няколко седмици, след това, ако първоначалната маса на звездата е над 20 слънчеви маси, тя ще завърши като черна дупка.

## Размери
По изчисления големината на звездата възлиза на приблизително 1520 слънчеви радиуса, или 2 117 374 550 km. Ако бъде поставена в центъра на слънчевата ни система, би заела пространството отвъд орбитата на Плутон.
|          | Слънце       | Арктур       | Ригел          | Антарес        | VY Canis Majoris |
| -------- | ------------ | ------------ | -------------- | -------------- | ---------------- |
| Диаметър | 1 392 784 km | 4 177 500 km | 105 234 750 km | 953 472 180 km | 2 117 374 550 km |